# Baia Nouă
Baia Nouă (česky Ujbánie či Nové doly, maďarsky Tiszafaiújbánya) je hornická osada v rumunském Banátu, v župě Mehedinți, v pohoří Almăj.

## Název
V době ustálení názvu žádala obec Eibenthal o název Újbánya, ale ten jí nebyl udělen, neboť v Tekovské župě (nyní na Slovensku) se nachází obec Újbánya stejného jména. Název se používá i v češtině.

## Dějiny
Zdejší kvalitní ložiska černého uhlí se začala těžit v roce 1840. V roce 1872 si ložisko od společnosti Albertin Szöllösy pronajala firma Lyall et Comp. a do roku 1874 se těžba zvýšila na 56 tisíc m³. V roce 1867 bylo v dole zaměstnáno 32 lidí, v roce 1879 pak 75 mužů, 4 ženy a 24 dětí. V roce 1889 založili Britové pro těžbu ložisek společnost The Danube Collieries and Minerals Company Ltd., kterou koncem století převzala rakouská společnost Beocsin Cement Works Union.
Hornická osada vznikla v první třetině 20. století v Eibenthalu, kde se v letech 1948–1994 těžila azbestová a chromová ruda. V té době se nerosty dopravovaly k Dunaji malou železnicí, která byla později zrušena. Maximální hloubka dvou šachet dolu činila 240 metrů. Dne 7. srpna 2006 zahynuli při závalu v šachtě dva horníci. Sto osmdesát z dvou set zaměstnanců poté podalo výpověď a důl byl uzavřen.

## Obyvatelstvo
- v roce 1910 bylo z 283 obyvatel 125 české, 99 rumunské, 32 německé a 26 maďarské národnosti; 169 římskokatolické, 100 pravoslavné a 9 židovské víry.
- v roce 1992 bylo z 307 obyvatel 183 české, 116 rumunské a 6 srbské národnosti; 189 římskokatolické a 118 pravoslavné víry.